# 辛亥光復樓
辛亥光復樓，是位於臺北市北投區陽明山國家公園後山公園內的中國宮殿式建築，其原址為一簡易茶棚，充作陽明山遊客服務社，早期是總統蔣中正夫婦遊園歇脚處，時任行政院院長的蔣經國也經常來此作家族聚會。1971年，中華民國政府實施「鼓勵僑商回國投資建設」政策，由旅日華僑李進發返國捐助該樓興建、陽明山管理局局長潘其武撰寫樓記並正式命名。同年10月建物竣工，歷年用途各異。

## 沿革

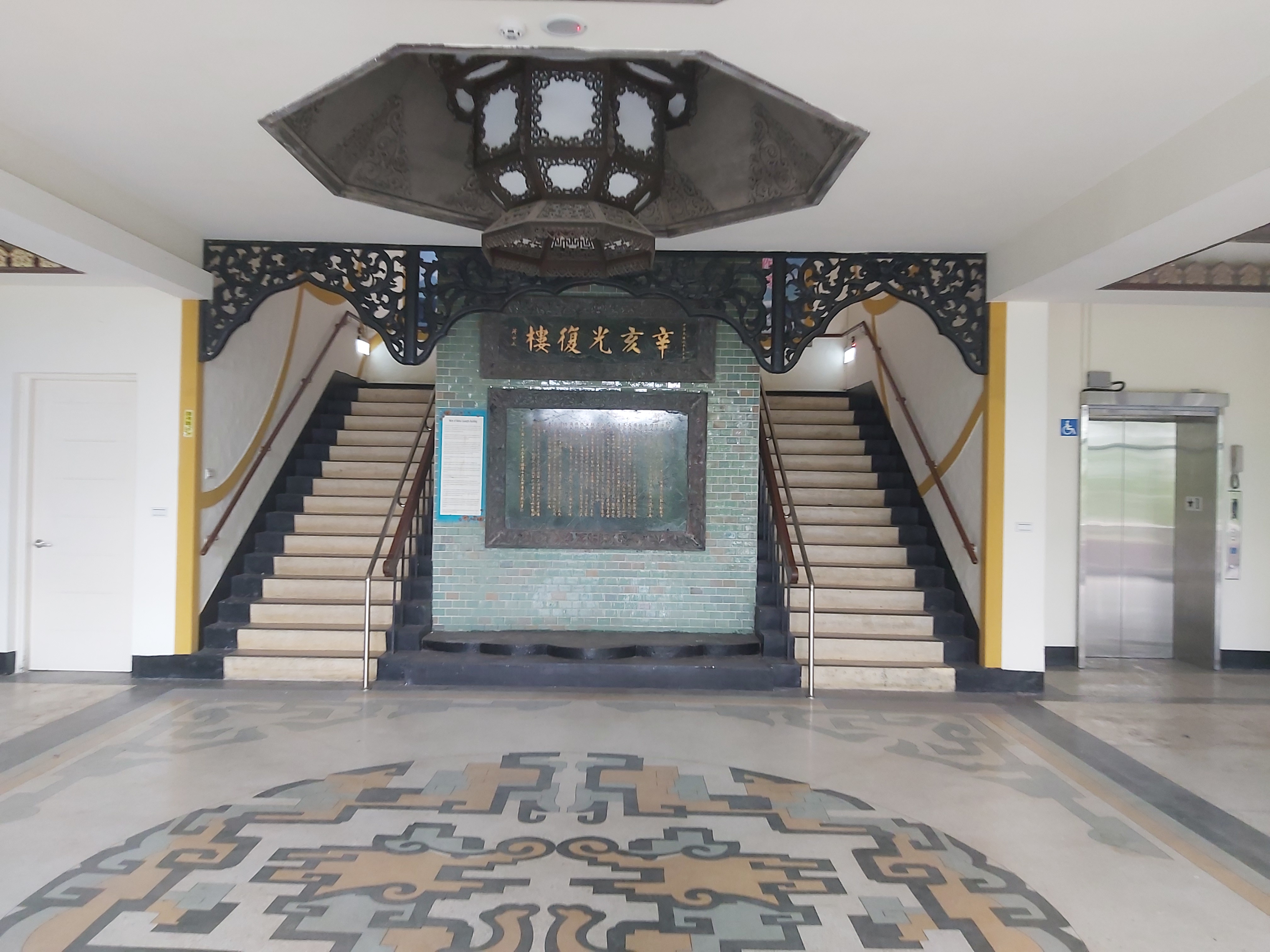
辛亥光復樓大廳

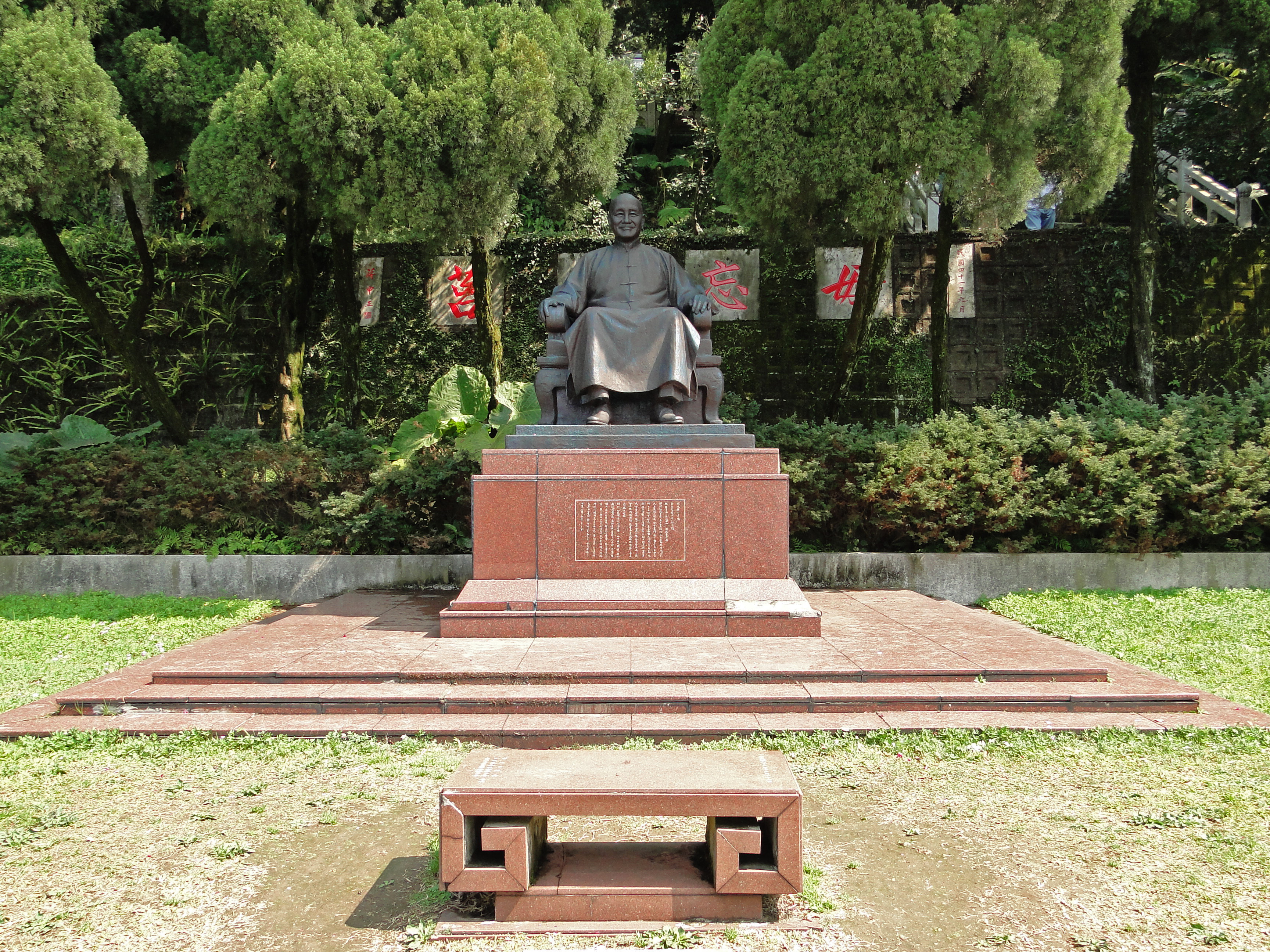
辛亥光復樓前的蔣公銅像廣場

1971年，旅日僑領李進發響應政府政策捐款新台幣500萬元建辛亥光復樓於陽明山後山公園中心至高點，該年2月11日舉行動土典禮，建物面積430坪，工程歷時七個月、耗資620萬元，為當時的二十項重大工程建設之一。同年10月9日上午10時30分，辛亥光復樓舉行落成暨呈獻典禮，捐建人李進發當場表示興建意圖是為獻予總統蔣中正祝壽賀禮並同時慶祝建國60週年，儀式由時任僑委會委員長高信主持，歸國僑胞及各界代表一共3000人應邀列席於陽明公園內觀禮。一樓作為公園餐廳，二樓則為高掛有「閒人勿入」警示牌的「貴賓室」，貴賓層的中間大廳是公園管理處向遊園貴賓作資料簡報、播放影帶與幻燈片的地點，兩側各有一間終日深鎖的「貴賓休息室」，據管理員表示乃專為蔣中正夫婦遊園用餐設置，然光復樓落成後，蔣中正因健康因素而從未踏足，蔣經國於行政院院長任內偶有到訪，其餘諸如蔣緯國、嚴家淦、俞國華等人同為辛亥光復樓餐廳常客。1988年以後，二樓貴賓層闢為展示室及簡報室，門禁已不若以往森嚴。其後曾經委外經營合菜餐廳，為當時陽明山上數一數二的大型餐飲設施。1996年，委外經營的業者拒繳租金，公園處於1998年將建物收回，至2005年才重新開放營運。2008年4月，辛亥光復樓再度關閉整修至同年8月重新委由「美達洲際公司」經營，於該年10月25日重新對外開放。建物先後設有餐飲部、販賣部以及景觀茶座、噴水池、迴廊假山等設施，池中曾飼育有各色錦鯉。2019年，新冠疫情後暫停開放，再度因疏於維護而廢弛待興。目前僅配合每年初的花季活動規劃使用。

## 外部連結
- 陽明山之春 （页面存档备份，存于）
- 陽明山辛亥光復樓-臺北旅遊網 （页面存档备份，存于）
- 陽明山辛亥光復樓的Facebook專頁